# Darci de Souza Vieira
Darci de Souza Vieira (São Joaquim, 4 de novembro de 1914 – 10 de outubro de 1996)
Filho de Lizandro Luiz Vieira e de Simiana de Souza Vieira. Casou com Zenita Palma Souza.
Nas eleições de 1958 foi candidato a deputado estadual para a Assembleia Legislativa de Santa Catarina, pela União Democrática Nacional (UDN), obtendo 3.290 votos. Ficando na suplência, foi convocado e tomou posse na 4ª Legislatura (1959-1963).